# Marc Drumaux
Pour les articles homonymes, voir Drumaux.
Marc Drumaux, né le 10 mai 1922 à Ath et mort le 15 novembre 1972 à Uccle, est un homme politique wallon, membre du Parti communiste de Belgique. Il est député pour l'arrondissement de Mons-Borinage de 1961 à 1972.

## Biographie

### Jeunesse et la Résistance
Marc Drumaux grandit dans une famille de cheminots. Après avoir quitté l'école en 1941, il commence à travailler pour le chemin de fer et  rejoint la Résistance. En 1943, il adhère au Parti communiste de Belgique (PCB) clandestin. Pour le compte du parti, il se charge des jeunes et est impliqué dans la formation de groupes de résistance et la distribution de publications clandestines. Il prend part à diverses actions armées contre l'occupation allemande de la Belgique.

### Cadre du PCB
Après la Libération, il est journaliste au Drapeau rouge et, jusqu'en 1959, il est membre du secrétariat fédéral du parti pour la région de Tournai. En 1957, il est élu au Comité central du PCB et, en 1960, au Bureau politique. De 1963 à 1965, il fait partie du secrétariat national du PCB.
En décembre 1966, il est nommé vice-président du Parti et président de l'aile wallonne, enfin, en septembre 1968, il succède à Ernest Burnelle en tant que président du PCB.

### Député du PCB
En 1961, Marc Drumaux est élu député à la Chambre des représentants de Belgique pour l’arrondissement de Mons-Borinage, succédant à Jean Terfve. De 1965 à 1968, il est chef du groupe parlementaire communiste. Durant son mandat, il est le porte-parole des mineurs borains en lutte contre les fermetures de puits découlant de la politique de la Communauté européenne du charbon et de l'acier (CECA) et œuvre pour leur reclassement. Il est notamment à l'origine d'une loi portant création d’une Régie nationale du gaz naturel.
Députée suppléante du PCB lors des élections de 1971, Noëlla Dinant remplace Marc Drumaux, décédé soudainement novembre 1972.